# Chiesa cattolica in Austria
La Chiesa cattolica in Austria è formata da due arcidiocesi e sette diocesi suffraganee, più l'Ordinariato militare e un'abbazia territoriale.

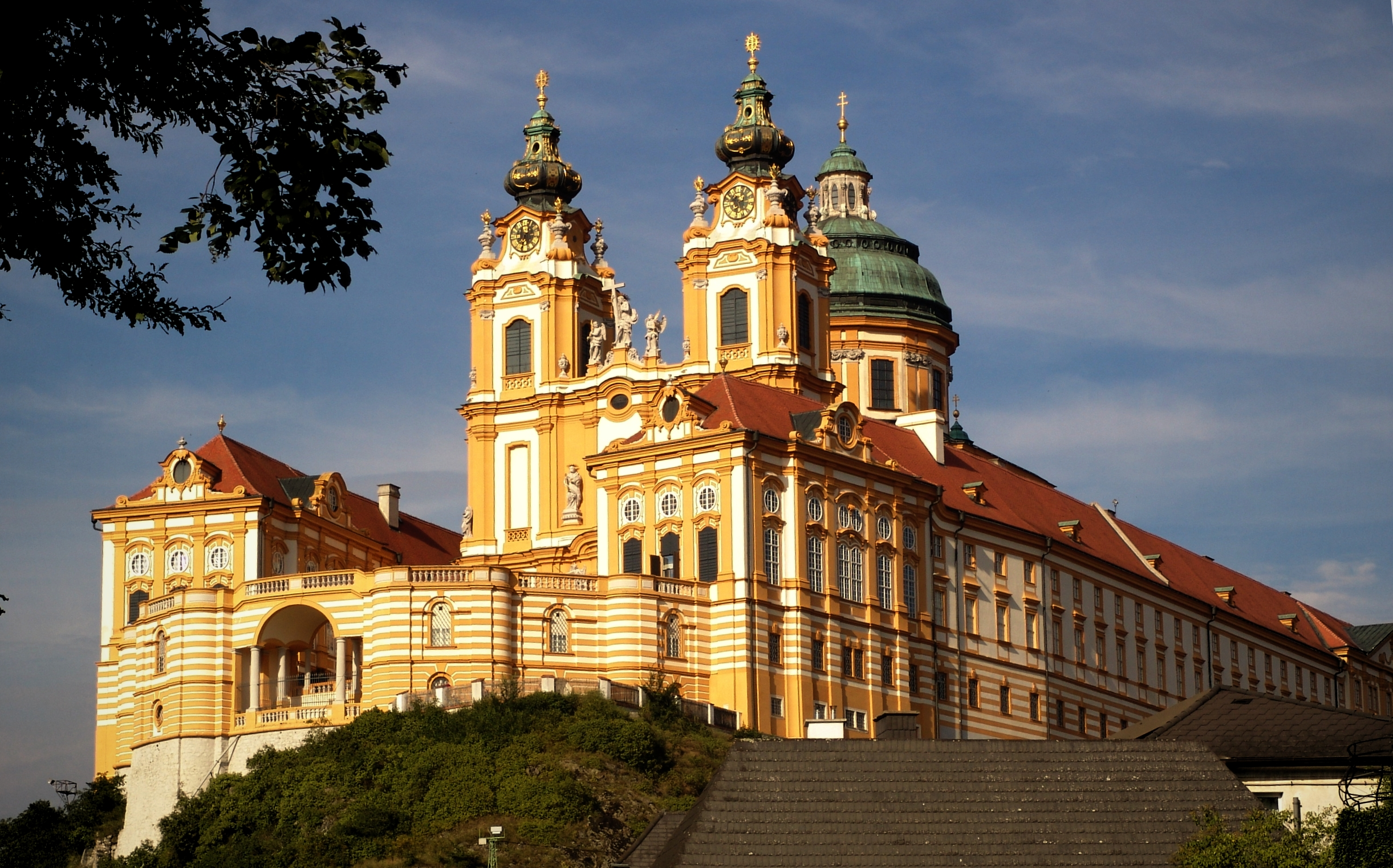
L'Abbazia di Melk

## Circoscrizioni ecclesiastiche

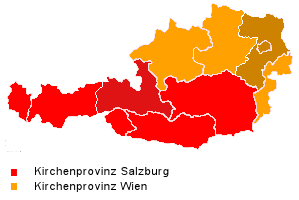
Circoscrizioni ecclesiastiche in Austria

### Provincia ecclesiastica di Salisburgo
- Arcidiocesi di Salisburgo (eretta nel 798), diocesi primaziale d'Austria (e di Germania), con le diocesi suffraganee:
  - Diocesi di Feldkirch
  - Diocesi di Graz-Seckau
  - Diocesi di Gurk
  - Diocesi di Innsbruck

### Provincia ecclesiastica di Vienna
- Arcidiocesi di Vienna (eretta nel 1469) con le diocesi suffraganee:
  - Diocesi di Eisenstadt
  - Diocesi di Linz
  - Diocesi di Sankt Pölten

### Abbazia territoriale
- Immediatamente soggetta alla Santa Sede:
  - Abbazia territoriale di Wettingen-Mehrerau

### Ordinariati
- Ordinariato militare in Austria
- Ordinariato d'Austria per i fedeli di rito orientale

## Conferenza episcopale
Elenco dei Presidenti della Conferenza episcopale austriaca:
- Cardinale Franz König (1973 - 1985)
- Arcivescovo Karl Berg (1985 - 1989)
- Cardinale Hans Hermann Groër, O.S.B. (1989 - 1995)
- Vescovo Johann Weber (6 aprile 1995 - 30 giugno 1998)
- Cardinale Christoph Schönborn, O.P. (1998 - 16 giugno 2020)
- Arcivescovo Franz Lackner, dal 16 giugno 2020

Elenco dei Vice Presidenti della Conferenza episcopale austriaca:
- Vescovo Egon Kappellari (? - marzo 2015)
- Arcivescovo Franz Lackner (marzo 2015 - 16 giugno 2020)
- Vescovo Manfred Scheuer, dal 16 giugno 2020

Elenco dei Segretari generali della Conferenza episcopale austriaca:
- Presbitero Peter Schipka, dal 18 novembre 2010